# براين ويلز
براين ويلز (بالإنجليزية: Brian Wiles) (ولد في 13 إبريل 1986)هو ممثل ومصور سينمائي امريكي من أشهر أدواره سلسلة أفلام ديزني و الخزعبلات و عراك في عنبر 99 و بيرسون اوف إنترست.
حاز براين على العديد من الجوائز لأدواره في العديد من الأفلام المشهورة و المسلسلات.